# Counting Stars
Counting Stars är en låt av det amerikanska pop-rockgruppen OneRepublic från deras tredje studioalbum, Native. Låten skrevs av sångaren Ryan Tedder och producerades av Tedder själv och Noel Zancanella. Den släpptes som albumets andra singel den 14 juni 2013. I september 2023 släppte OneRepublic en omarbetad version av låten, med ett långsammare tempo och ett nytt bakgrundsspår

## Låtlista
CD-singel 
1. "Counting Stars" – 4:18
2. "Counting Stars" (Lovelife-remix) – 3:55